# Erythronium multiscapideum
Erythronium multiscapideum là một loài thực vật có hoa trong họ Liliaceae. Loài này được (Kellogg) A.Nelson & P.B.Kenn. miêu tả khoa học đầu tiên năm 1908.